# 1952 v hudbě
Tento článek obsahuje události související s hudbou, které proběhly v roce 1952.

## Vydaná alba
- Anthology of American Folk Music – Various Artists
- As You Desire Me – Jo Stafford
- Christmas Day in the Morning (album, Burl Ives)Christmas Day in the Morning – Burl Ives
- Christmas with Eddie Fisher – Eddie Fisher
- The Early Show – Art Pepper
- Eddie Fisher Sings – Eddie Fisher
- Favorite Spirituals – The Ames Brothers
- Harmony Encores – The Chordettes
- Home On The Range – The Ames Brothers
- Johnnie Ray – Johnnie Ray
- I'm in the Mood for Love – Eddie Fisher
- Mr. Rhythm Sings – Frankie Laine
- Penthouse Serenade – Nat King Cole
- Song Favorites By Frankie Laine – Frankie Laine

## Narození
- 2. dubna – Gary Moore
- 14. května – David Byrne ze skupiny Talking Heads